# 무탄피 탄

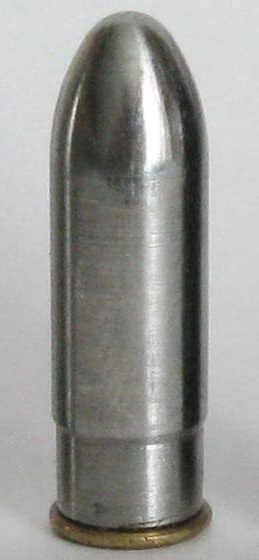

무탄피 탄(Caseless ammunition, CL)은 일반적으로 뇌관, 추진제 및 발사체를 하나의 단위로 함께 보관하는 탄약통을 제거하는 무기 탄약통 구성이다. 대신, 추진제와 뇌관은 예를 들어 구성에 따라 발사체 내부 또는 외부와 같이 탄약통이 필요하지 않도록 다른 방식으로 발사체에 장착된다.
무탄피 탄은 일반적으로 황동이나 강철로 정밀하게 만들어진 케이스를 생략하여 탄약의 무게와 비용을 줄이고, 빈 케이스를 추출하고 배출할 필요가 없어 연발 총기의 작동을 단순화하려는 시도이다. 생산 비용, 열 민감도, 밀봉 및 취약성 문제로 인해 수용이 방해를 받았다. 현재까지 이 무기의 사용은 일부 예외를 제외하고 주로 프로토타입과 저전력 총으로 제한되었다.

## 같이 보기
- 나팔총
- 코일건